# 裏白饅頭果
裏白饅頭果（学名：Glochidion acuminatum）为大戟科饅頭果屬下的一个种。